# Po
För andra betydelser, se Po (olika betydelser).
Po (latin Padus) är en 652 kilometer lång flod som rinner österut genom norra Italien och mynnar i Adriatiska havet vid Ferrara nära Venedig
Po är Italiens längsta flod och rinner på vägen mot havet genom flera större städer varav Turin är den största. Staden Milano är knuten till floden via ett system av kanaler som Leonardo da Vinci hjälpte till att rita. Flodens avrinningsområde är 75 000 kvadratkilometer (större än någon svensk älvs) och sträcker sig över sex italienska regioner Valle d'Aosta, Piemonte, Lombardiet, Emilia Romagna, Veneto, Ligurien samt tre schweiziska kantoner (Wallis, Ticino, Graubünden. Medelvattenföringen vid mynningen är 1 460 kubikmeter per sekund.
Podalen samlar allt vatten från inre sidan av Väst- och centralalperna
Några kända bergmassiv som tillför vatten till Po är:
- Monte Bianco/Mont Blanc
- Matterhorn
- Gran Paradiso
- Monte Rosa
- Monviso (Pos källa)
- Sankt Gotthard
- Bernina
- Ortler

Områdena i den vida dalgången, Poslätten, hör till Italiens bördigaste. Landets industricentra ligger också här.

## Referenser

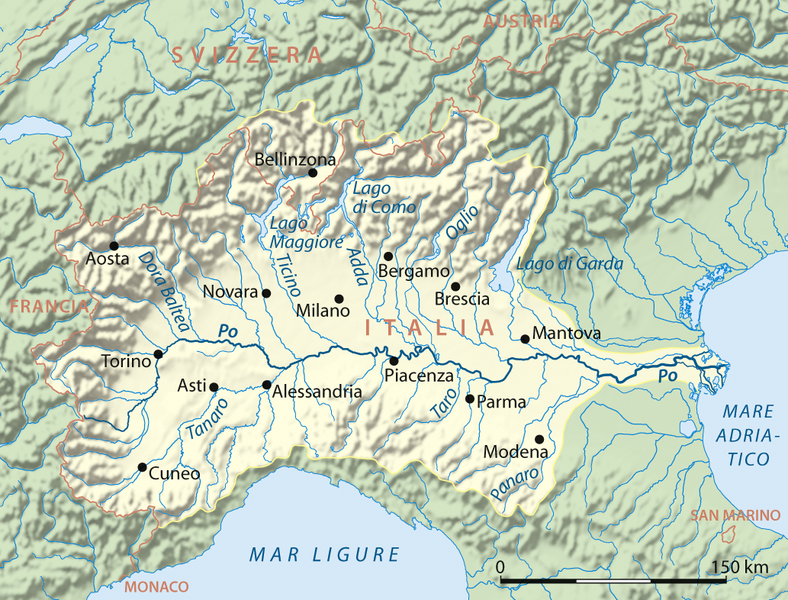
Po i norra Italien